# Andrei Kirilenko
Andrei Gennadevich Kirilenko (em russo:  Сергей Александрович Моня; Ijevsk, 18 de fevereiro de 1981) é um ex-jogador russo de basquetebol que mede 2,06 m, também conhecido como "AK-47" (suas iniciais + número de sua camisa).

No seu auge, era considerado como um "jogador canivete suíço", por fazer todas as funções na quadra, tanto na defesa como no ataque.

## Carreira profissional

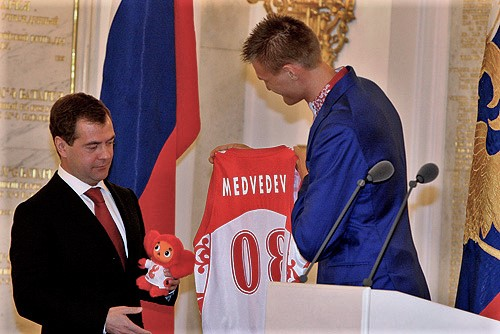
Kirilenko com o presidente Dmitri Medvedev em 2008.

Começou a jogar profissionalmente na Rússia pelo Spartak de São Petersburgo aos 16 anos em 1997. Atuou lá até 1999, quando transferiu-se para o tradicional CSKA Moscou (basquetebol) e entrou na loteria do Draft da NBA do mesmo ano, sendo escolhido na 24ª posição do 1º round pelo Utah Jazz. Jogou na Rússia até 2001, quando decidiu partir para os Estados Unidos e jogar na NBA pelo time que o recrutou, o Utah Jazz.
Em sua primeira temporada na NBA acabou selecionado para o time dos novatos, apontado como um dos melhores jovens jogadores da liga e acabou indo aos playoffs, mas o Jazz foi eliminado logo de cara pelo forte Sacramento Kings, time de melhor campanha da liga. Em 2002-03 mostrou evolução e conquistou lugar na equipe titular ao lado das lendas John Stockton e Karl Malone, porém mesmo indo aos playoffs a equipe acabou eliminada de novo pelo Sacramento Kings no 1º round, essa série foi dolorosa para os torcedores pois foi a última com Stockton e Malone atuando com a camisa do Utah Jazz.
Mas logo após a aposentadoria de Stockton e a saída de Malone para o Los Angeles Lakers, Kirilenko apareceu e mostrou todo o seu talento, chegando a ser All-Star e levando um Jazz cotado a pior campanha da NBA a uma briga até os últimos jogos contra o Denver Nuggets, porém o time acabou em 9º, mas AK-47 foi lembrado em alguns prêmios, como jogador de defesa do ano (5º lugar) e jogador que mais evoluiu (4º), também foi lembrado no 2º time de defesa da NBA. Em 2004-05 uma lesão o tirou de metade da temporada, a pior da equipe desde 1981-82, pelo menos foi selecionado novamente para o 2º time de defesa da NBA. Na temporada seguinte, outro grande ano para ele, liderando o Utah Jazz e a NBA em tocos e selecionado para o 1º time de defesa da NBA, mas mesmo jogando muito bem, não levou seu time à pós-temporada.
Em 2006-07, sua médias caíram drasticamente, graças ao entrosamento alcançado pelo trio Deron Williams, Carlos Boozer e Mehmet Okur. Curiosamente o Jazz acabou indo aos playoffs, e lá eliminou o Houston Rockets em emocionantes 7 jogos, vencendo o jogo 7 no Texas, passou facilmente pelo azarão Golden State Warriors em 5 jogos, chegando até a final de conferência, sendo derrotado pelo futuro campeão San Antonio Spurs em 5 jogos. Em 2007-08 o russo aumentou suas médias e a equipe foi novamente aos playoffs e de novo eliminou o Rockets, porém acabou eliminado no 2º round pelo Lakers em 4-2.

## Seleção Russa
Vestiu a camisa russa pela primeira vez nas Olimpíadas de Sydney em 2000 e acabaram em 8º lugar, atuou nas Olimpíadas também em 2008 em Pequim, ano em que foi porta-bandeira da delegação russa, mas sua seleção caiu na 1ª fase ficando apenas a frente de Angola. Em 2002 jogou Campeonato Mundial ficando em 10º lugar. Desde 2001 joga os Campeonatos Europeus, mas em 2007 se consagrou como melhor jogador e campeão do Eurobasket.

## Estatísticas na NBA

### Temporada regular
| Ano      | Equipe    | PJ  | PT  | MPP  | %TC  | %3P  | %TL  | RPP | APP | ROB | TPP | PPP  |
| -------- | --------- | --- | --- | ---- | ---- | ---- | ---- | --- | --- | --- | --- | ---- |
| 2001-02  | Utah      | 82  | 40  | 26.2 | .450 | .250 | .768 | 4.9 | 1.1 | 1.4 | 1.9 | 10.7 |
| 2002-03  | Utah      | 80  | 11  | 27.7 | .491 | .325 | .800 | 5.3 | 1.7 | 1.5 | 2.2 | 12.0 |
| 2003-04  | Utah      | 78  | 78  | 37.1 | .443 | .338 | .790 | 8.1 | 3.1 | 1.9 | 2.8 | 16.5 |
| 2004-05  | Utah      | 41  | 37  | 32.9 | .493 | .299 | .784 | 6.2 | 3.2 | 1.6 | 3.3 | 15.6 |
| 2005-06  | Utah      | 69  | 63  | 37.7 | .460 | .308 | .699 | 8.0 | 4.3 | 1.5 | 3.2 | 15.3 |
| 2006-07  | Utah      | 70  | 70  | 29.3 | .471 | .213 | .728 | 4.7 | 2.9 | 1.1 | 2.1 | 8.3  |
| 2007-08  | Utah      | 72  | 72  | 30.8 | .506 | .379 | .770 | 4.7 | 4.0 | 1.2 | 1.5 | 11.0 |
| 2008-09  | Utah      | 67  | 10  | 27.3 | .449 | .274 | .785 | 4.8 | 2.6 | 1.2 | 1.1 | 11.6 |
| 2009-10  | Utah      | 58  | 35  | 29.0 | .506 | .292 | .744 | 4.6 | 2.7 | 1.4 | 1.2 | 11.9 |
| 2010-11  | Utah      | 64  | 62  | 31.2 | .467 | .367 | .770 | 5.1 | 3.0 | 1.3 | 1.2 | 11.7 |
| 2012-13  | Minnesota | 64  | 64  | 31.8 | .507 | .292 | .752 | 5.7 | 2.8 | 1.5 | 1.0 | 12.4 |
| 2013-14  | Brooklyn  | 45  | 4   | 19.0 | .513 | .200 | .513 | 3.2 | 1.6 | .9  | .4  | 5.0  |
| Total    | Total     | 790 | 546 | 30.2 | .474 | .310 | .754 | 5.5 | 2.7 | 1.4 | 1.8 | 11.9 |
| All-Star | All-Star  | 1   | 0   | 12.0 | .333 | .000 | .000 | 1.0 | .0  | .0  | 1.0 | 2.0  |

### Playoffs
| Ano   | Equipe   | PJ | PT | MPP  | %TC  | %3P  | %TL   | RPP | APP | ROB | TPP | PPP  |
| ----- | -------- | -- | -- | ---- | ---- | ---- | ----- | --- | --- | --- | --- | ---- |
| 2002  | Utah     | 4  | 4  | 30.5 | .393 | .000 | .813  | 3.8 | 1.0 | 1.8 | 2.5 | 8.8  |
| 2003  | Utah     | 5  | 0  | 29.0 | .419 | .143 | .875  | 4.8 | 1.4 | .6  | 2.0 | 11.6 |
| 2007  | Utah     | 17 | 17 | 31.0 | .447 | .333 | .785  | 5.2 | 2.6 | .9  | 2.3 | 9.6  |
| 2008  | Utah     | 12 | 12 | 32.3 | .447 | .227 | .714  | 3.4 | 2.5 | 1.5 | 1.7 | 11.0 |
| 2009  | Utah     | 5  | 3  | 27.2 | .468 | .200 | .714  | 2.8 | 2.0 | 2.2 | .6  | 11.0 |
| 2010  | Utah     | 2  | 0  | 15.0 | .500 | .000 | 1.000 | 3.0 | .0  | .5  | .5  | 5.5  |
| 2014  | Brooklyn | 10 | 0  | 14.4 | .467 | .000 | .647  | 2.3 | 1.0 | 1.0 | .3  | 2.5  |
| Total | Total    | 55 | 36 | 27.1 | .445 | .208 | .767  | 3.9 | 1.9 | 1.2 | 1.6 | 8.7  |

## Prêmios e Honras
- NBA All-Star de 2004
- 3 vezes Time defensivo da NBA
- Time dos novatos da NBA de 2002
- MVP do Campeonato europeu sub-18 de 1997
- MVP do Campeonato Mundial sub-19 1999
- MVP da Liga Russa de Basquetebol de 2000
- MVP EuroBasket 2007
- Jogador europeu do ano 2007